# Лещин
Лещи́н (укр. Ліщин) — село в Житомирском районе Житомирской области Украины.
Основано в 1566 году.
Код КОАТУУ — 1822084401. Население по переписи 2001 года составляет 1265 человек. Почтовый индекс — 12436. Телефонный код — 412. Занимает площадь 0,121 км².

## Важные события
В августе-сентябре 1825 года под Лещиным на назначенный императором Александром I смотр был собран 3-й пехотный корпус. Среди участников военных сборов были участники декабристских обществ, которые на тайных встречах не только спорили о выборе предпочтительного для России вида государственного устройства, но и приняли решение для достижения своих целей соединить Общество соединённых славян и Южное общество.

## Адрес местного совета
12436, Житомирская область, Житомирский р-н, с. Лещин, ул Леси Украинки, 3а